# Jérémy Taravel
Jérémy Taravel, né le 17 avril 1987 à Vincennes en France, est un ancien footballeur français. Il évoluait au poste de défenseur central.

## Clubs
- 1993-1999 :  Club Olympique Vincennois
- 2000-2003 :  INF Clairefontaine
- 2001-2005 :  US Créteil-Lusitanos
- 2005-2006 :  Lille OSC (avec les 18 ans)
- 2006- janv. 2009 :  Lille OSC (avec la CFA)
- janv. 2009-2009 :  SV Zulte-Waregem (prêt)[1]
- 2009-2010 :  SV Zulte-Waregem
- 2010-déc. 2013 :  KSC Lokeren[2]
- jan. 2014-2016 :  Dinamo Zagreb
- 2016-2017 :  KAA La Gantoise
  - fév. 2017-2017 :  FC Sion (prêt)
- depuis 2017 :  Cercle Bruges

## Palmarès
- Championnat de Croatie : 2014, 2015 et 2016 avec le Dinamo Zagreb
- Coupe de Croatie : 2015 avec le Dinamo Zagreb
- Vainqueur de la Coupe de Belgique : 2012 avec KSC Lokeren
- Championnat de Belgique de D2 : 2018 avec le Cercle Bruges KSV.